# 홍성담
홍성담(洪性淡, 1955년 ~ )은 대한민국의 한 사람이다.

## 학력
- 1979년 조선대학교 회화과 졸업